# Schmetterlinghaus

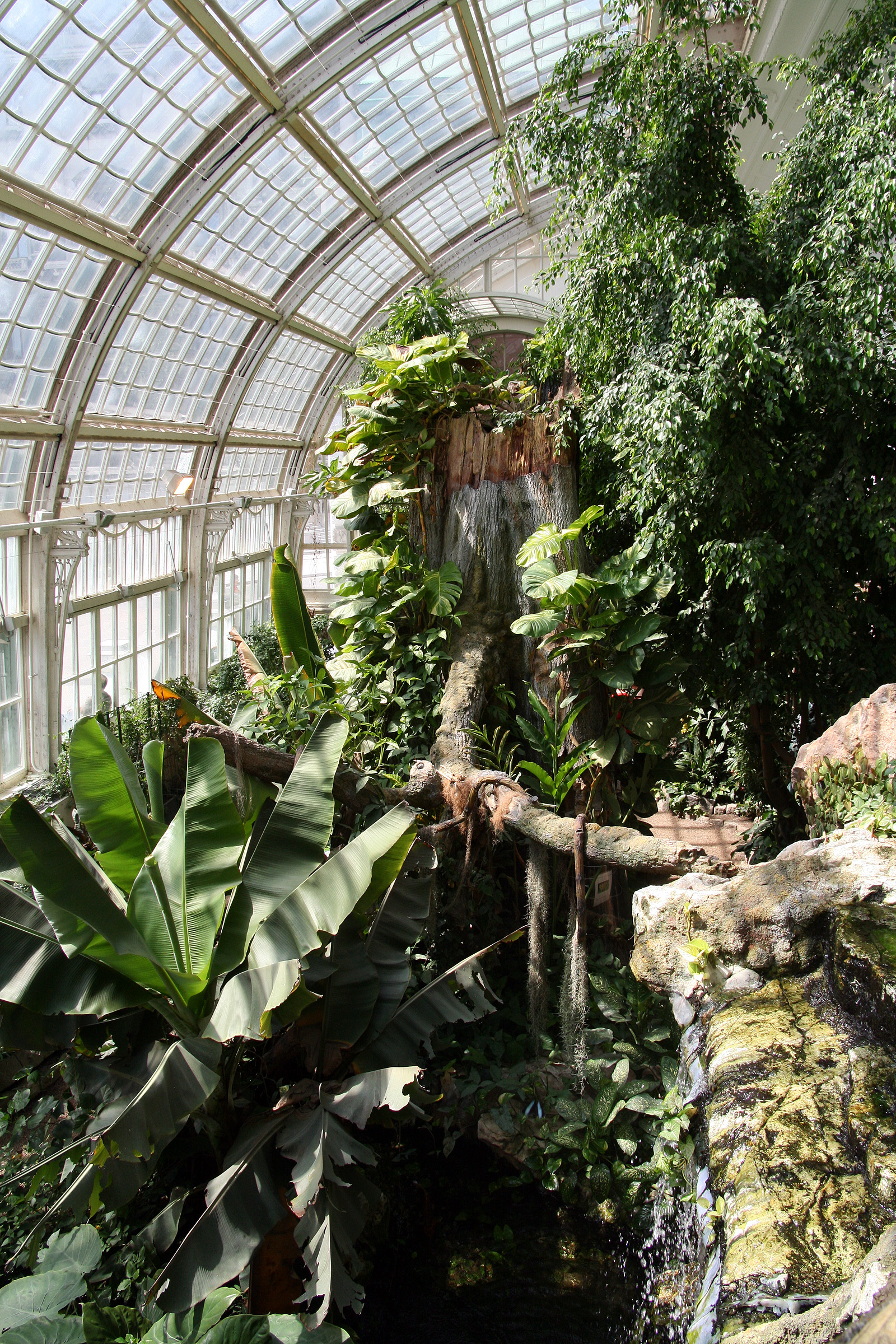
Im Inneren des Schmetterlinghauses

Das Schmetterlinghaus ist ein Schmetterlingszoo im 1. Wiener Gemeindebezirk Innere Stadt. Es befindet sich im nordwestlichen Flügel des Palmenhauses am Rand des Burggartens.
Das Palmenhaus in seiner heutigen Form wurde 1901 nach Entwürfen des Architekten Friedrich Ohmann errichtet und hat eine Länge von 128 Metern und eine Grundfläche von rund 2.050 m².
Nachdem es 1988 aus Sicherheitsgründen gesperrt wurde, erfolgte eine rund 13 Millionen Euro teure Generalsanierung. 1998 konnte das Palmenhaus wieder eröffnet werden, seither ist im linken, nordwestlichen Flügel das Schmetterlinghaus untergebracht, welches über eine Fläche von 280 m² verfügt.
Die im Schmetterlinghaus frei fliegenden rund 400 Schmetterlinge der Tropen sind 150 verschiedenen Arten zuzurechnen, von denen keine unter den Artenschutz fällt. Das Innere des Glashauses ist ähnlich einem tropischen Regenwald gestaltet und weist eine konstante Temperatur von etwa 26 Grad sowie eine Luftfeuchtigkeit von rund 80 % auf.

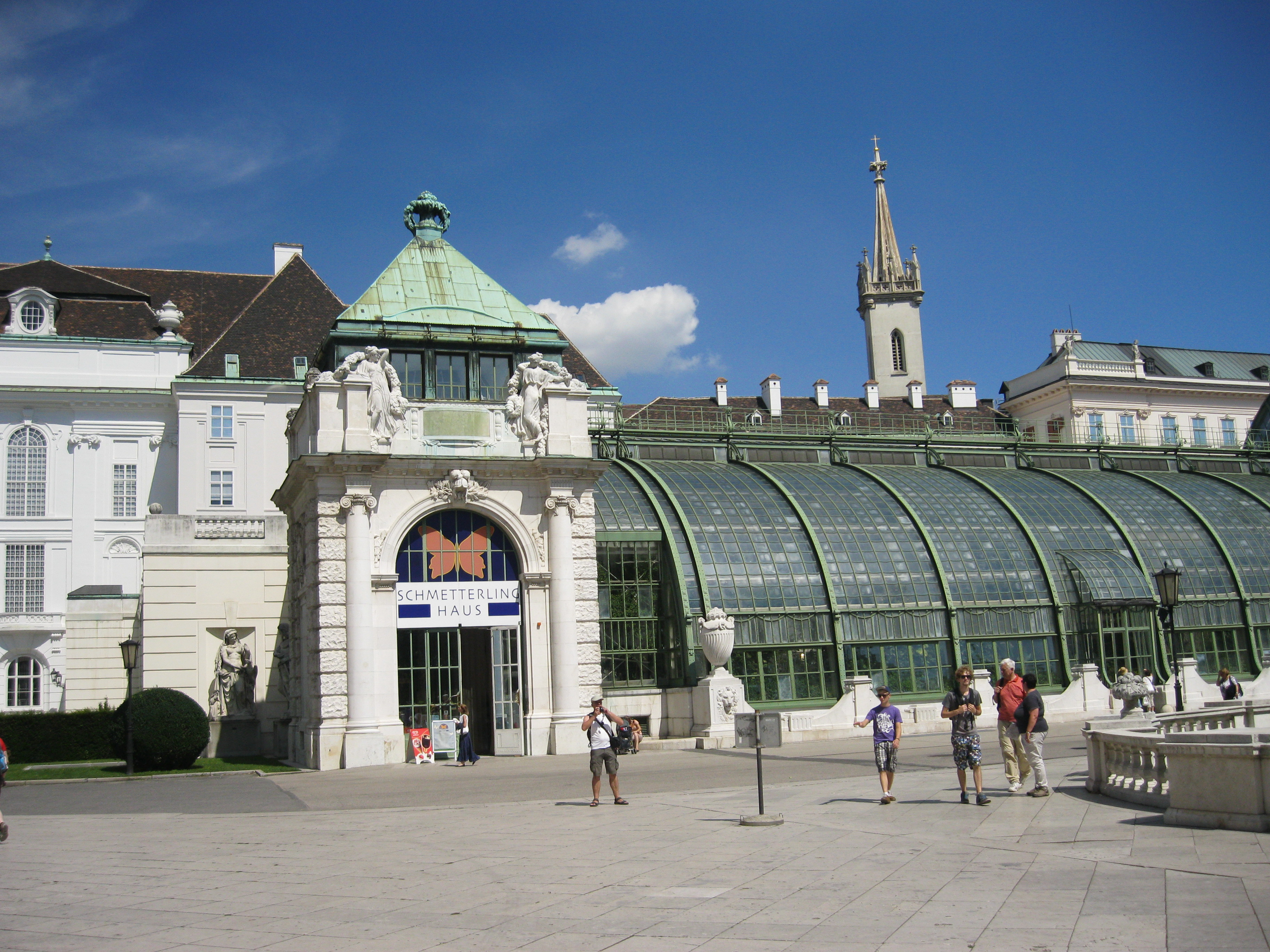
Das Schmetterlinghaus im linken Flügel des Palmenhauses
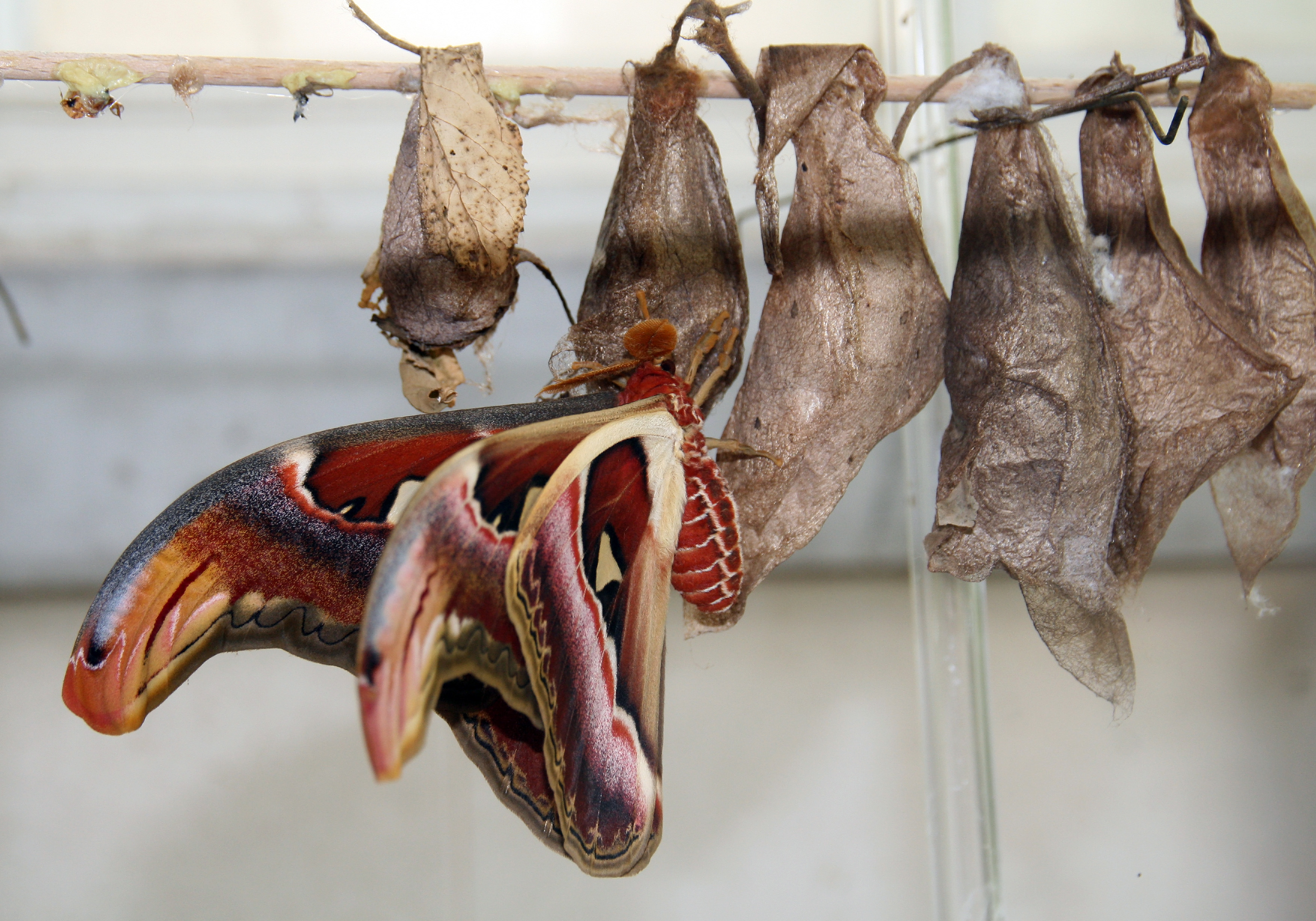
Atlasspinner (Attacus atlas)
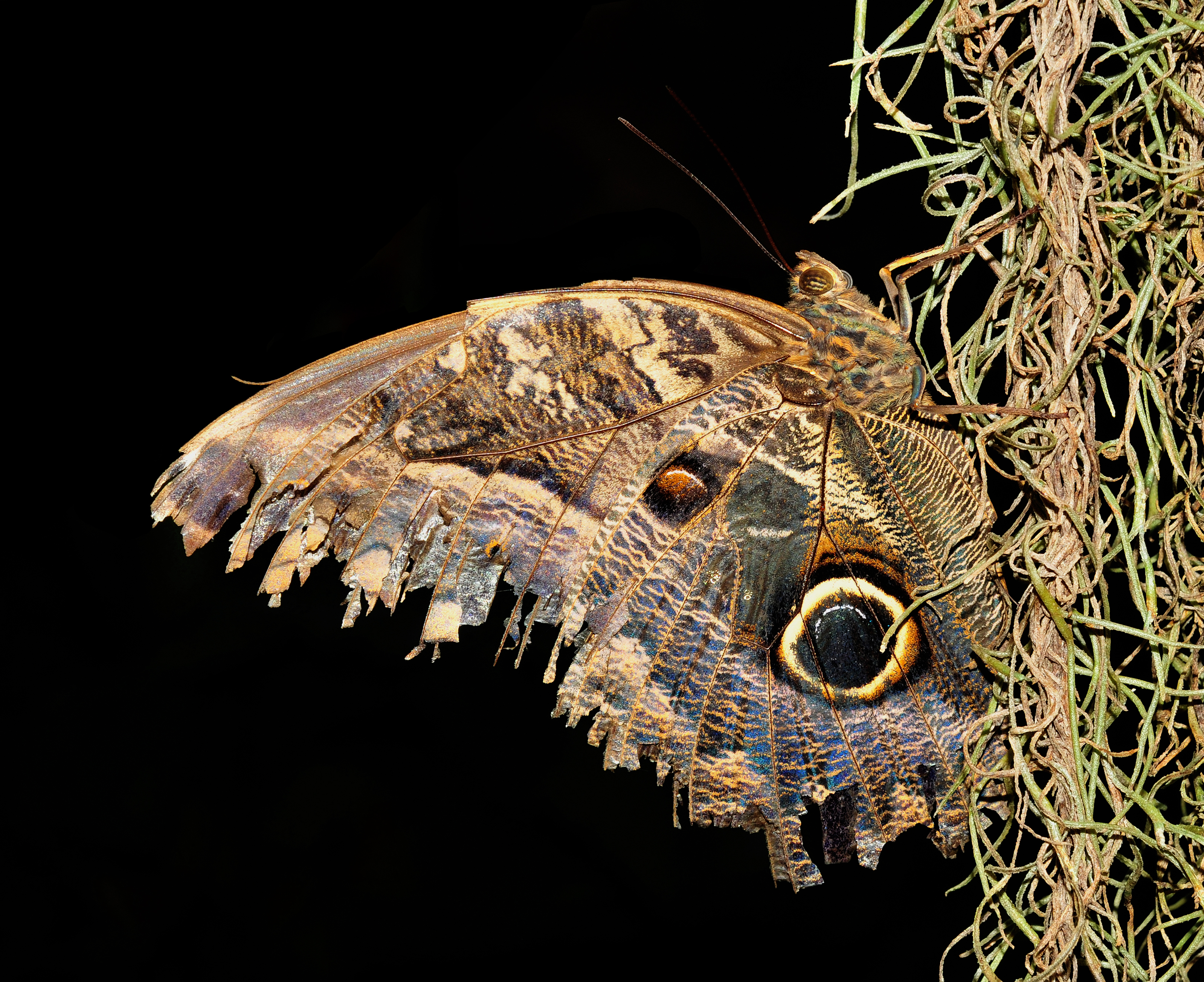
Caligo eurilochus
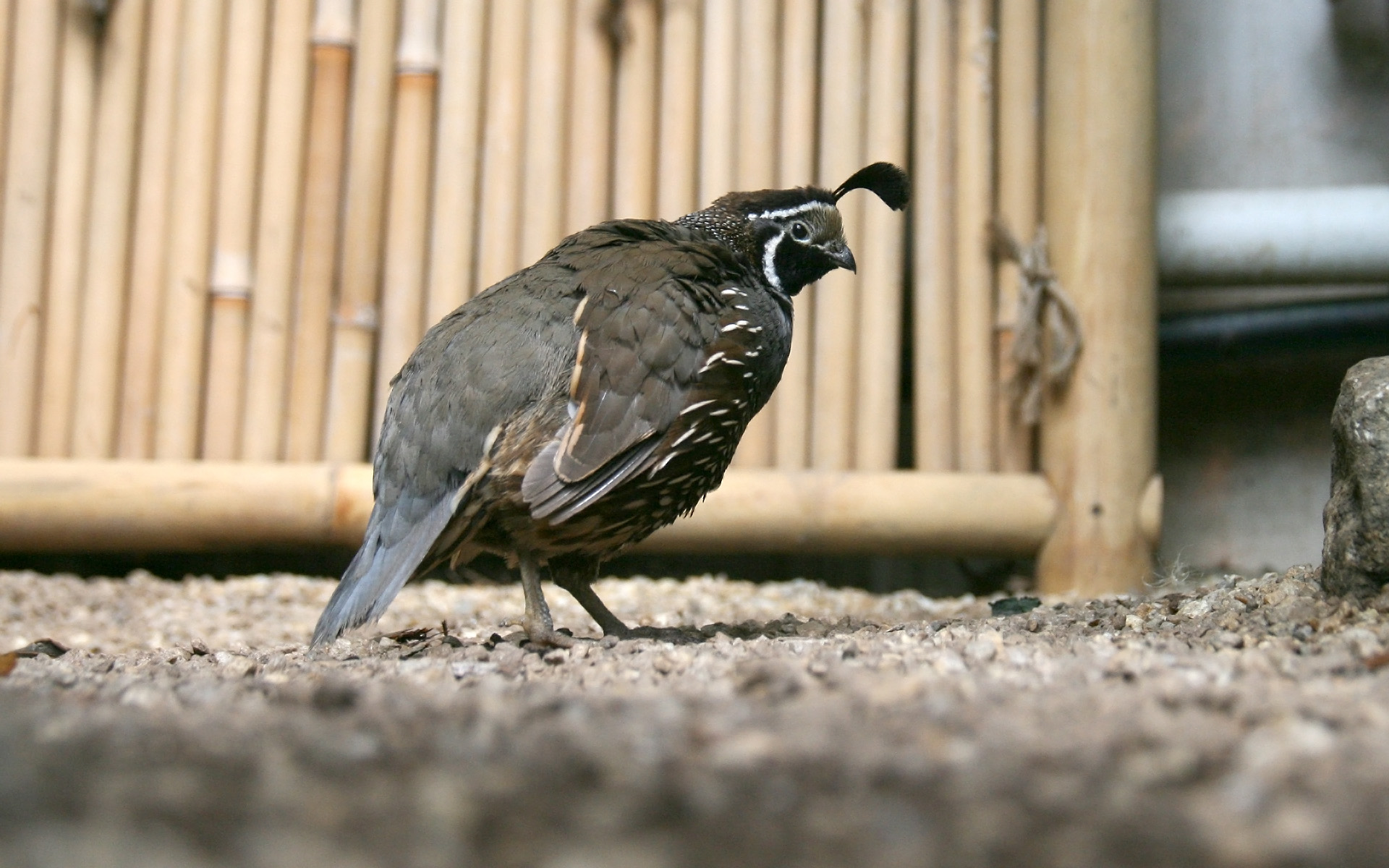
Schopfwachtel (Callipepla californica)